# Lucy Riall
Lucy Riall (4 gennaio 1962) è una storica irlandese, professoressa di storia al Birkbeck College dell'Università di Londra.

## Biografia
Ha studiato alla London School of Economics e all'Università di Cambridge, dove ha conseguito il dottorato nel 1988. Prima di trasferirsi al Birkbeck, è stata docente di storia europea moderna presso l'Università dell'Essex. Dal 2004 è redattrice della rivista trimestrale europea Storia.
Riall ha scritto sul Risorgimento italiano, sulla formazione dello stato italiano, sulla Sicilia e l'unità d'Italia. Fra i suoi libri, che trattano della storia sociale e politica del Risorgimento, il testo Garibaldi: l'invenzione di un eroe (2007), che esamina il culto popolare di Giuseppe Garibaldi come fenomeno globale e culturale.

## Opere
- The Italian Risorgimento. State, society and national unification, London, Routledge, 1994. ISBN 0415057752.

Il Risorgimento. Storia e interpretazioni, Roma, Donzelli, 1997. ISBN 88-7989-320-3; 2007. ISBN 978-88-6036-181-3.
- Sicily and the unification of Italy. Liberal policy and local power, 1859-1866, Oxford, Oxford University Press, 1998. ISBN 0198206801.

La Sicilia e l'unificazione italiana. Politica liberale e potere locale (1815-1866), Torino, Einaudi, 2004. ISBN 88-061-6071-0.
- Napoleon's Legacy. Problems of government in Restoration Europe, a cura di e con David Laven, Oxford-New York, Berg, 2000. ISBN 1859732445.
- Garibaldi. Invention of a hero, New Haven-London, Yale University Press, 2007. ISBN 9780300112122.

Garibaldi. L'invenzione di un eroe, Roma-Bari, Laterza, 2007. ISBN 978-88-42-08171-5.
- Risorgimento. The history of Italy from Napoleon to Nation-state, New York, Palgrave Macmillan, 2009. ISBN 9780230216709.
- La rivolta. Bronte 1860, Roma-Bari, Laterza, 2012. ISBN 978-88-420-9675-7.

Under the volcano. Revolution in a Sicilian town, Oxford, Oxford University press, 2013. ISBN 9780199646494.